# Mei 2007
Dit artikel geeft een chronologisch overzicht van belangrijke gebeurtenissen per dag in de maand mei van het jaar 2007.

## Gebeurtenissen

### 1 mei
- Naar aanleiding van het uit het centrum van de Estlandse hoofdstad Tallinn verplaatsen van een na de Tweede Wereldoorlog geplaatst standbeeld van een Sovjet-Russische militair komt een groep Russische parlementariërs in Estland om opheldering vragen. De groep wordt niet ontvangen door de Estlandse minister van Buitenlandse Zaken wat de kwestie nog meer op scherp zet.
- De door de Turkse parlementaire oppositie bij het Turkse constitutionele hof aanhangig gemaakte eerste ronde van de presidentsverkiezingen leidt tot een ongeldig verklaring door dit hoogste gerechtshof.

### 2 mei
- De Nederlandse prinses Ariane wordt drie weken na haar geboorte met luchtwegproblemen opgenomen in het LUMC.

### 3 mei
- In het Albertkanaal wordt het stoffelijk overschot gevonden van de achttienjarige Annick Van Uytsel. De Belgische die al enige tijd spoorloos was, blijkt te zijn vermoord.
- De Gumball-rally wordt stilgelegd nadat een van de deelnemende wagens de dag daarvoor in Macedonië een aanrijding met dodelijke afloop had veroorzaakt. Beide rallyrijders waren daarna weggevlucht zonder zich te bekommeren om de overleden bestuurder en diens zwaargewonde passagier maar werden bij de grens met Albanië opgepakt.
- Volgens hulpverleningsinstanties vallen steeds meer minderjarige meisjes ten prooi aan lovergirls die hen proberen de prostitutie in te lokken. Achter deze lovergirls staan in veel gevallen loverboys.

### 4 mei
- De doorgaande klimaatconferentie van de Verenigde Naties (het IPCC) wordt ditmaal in Bangkok (Thailand) gehouden. Ze komt met een derde rapport waarin aanbevelingen staan aangegeven hoe de negatieve gevolgen van de klimaatverandering (het broeikaseffect) te bestrijden. Het IPCC denkt hiermee te voorkomen dat de wereldwijde temperatuurstijging boven de twee graden uitkomt.

### 5 mei
- De premier van de Palestijnse Autoriteit, Ismail Haniya, en andere Hamas-politici worden door de Nederlandse regering niet tot de internationale conferentie van in Europa woonachtige Palestijnen (de Palestijns-Europese Conferentie) toegelaten. Deze wordt dit jaar in Rotterdam gehouden; aanwezig zijn onder meer politiek activiste Gretta Duisenberg en oud-premier Dries van Agt die een pro-Palestijnse toespraak houdt.
- Een Boeing 737 van Kenya Airways, onderweg van Abidjan (Ivoorkust) naar Nairobi (Kenia), stort neer boven Kameroen. Alle 114 inzittenden uit 26 verschillende landen komen om het leven. Reddingswerkers worden gehinderd door het slechte weer en het moeilijk begaanbare terrein.

### 6 mei
- Nadat het 45 dagen lang (vanaf 22 maart) in België en Nederland nagenoeg niet heeft geregend, breekt er op deze datum een periode met veel regen aan. Het vorige droogterecord van april 1996 is hiermee gebroken.
- De rechts-conservatieve Nicolas Sarkozy is met 53 procent van de stemmen tot president van Frankrijk verkozen.
- Ajax wint de KNVB beker in De Kuip van AZ na strafschoppen.

### 7 mei
- De Nederlandse schrijver Arnon Grunberg wint met zijn roman Tirza de Libris literatuurprijs 2007.
- Vlak bij Douala in Kameroen is het wrak gevonden van de Boeing 737-800 die enkele dagen daarvoor was neergestort. Alle 114 inzittenden zijn omgekomen.
- John Higgins wint het WK snooker voor de tweede keer in zijn carrière. In de finale is hij met 18-13 te sterk voor Mark Selby.

### 8 mei
- In het Herodion nabij Jeruzalem wordt het (vermoedelijke) graf van koning Herodes I gevonden.
- In de aanloop naar de verkiezingen zijn in de Filipijnen door gewelddadigheden inmiddels 95 doden gevallen. Bij de verkiezingen van 2004 vielen er 189 doden en raakten 279 mensen gewond.
- Noord-Ierland, sinds 2002 rechtstreeks door de centrale overheid van het Verenigd Koninkrijk bestuurd, geniet weer zelfbestuur. De protestantse voorman Ian Paisley is de nieuwe premier, de katholiek Martin McGuinness de nieuwe vice-premier. Tot voor kort waren ze felle tegenstanders van elkaar.

### 9 mei
- De Oost-Timorese politicus José Ramos Horta wordt met 69% van de stemmen tot president verkozen.
- Paus Benedictus XVI begint aan een vijf dagen durende rondreis door Zuid-Amerika in welk werelddeel circa 43 procent van de 1,1 miljard rooms-katholieken wonen. De afgelopen decennia zijn aldaar veel rooms-katholieken naar de fors groeiende pinksterbeweging overgestapt, een proces wat de paus wenst tegen te gaan.
- De Nederlandse zakenman Frans van Anraat wordt in hoger beroep tot zeventien jaar gevangenisstraf veroordeeld vanwege de levering van chemicaliën aan het Iraakse regime van dictator Saddam Hoessein waarmee deze gifgas maakte.
- Een groep wetenschappers maakt bekend een op wiki-software gebaseerde Encyclopedie van het Leven te gaan ontwikkelen. Het project zal een samenvoeging van diverse soortenbanken worden en alle organismen ter wereld beschrijven.

### 10 mei
- België en Nederland komen niet door de halve finale van het Eurovisiesongfestival 2007. De West-Europese landen klagen dat alleen Oost-Europese deelnemers door zijn naar de finale.
- De Britse premier Tony Blair deelt mee dat hij op 27 juni aanstaande zijn ontslag als premier van het Verenigd Koninkrijk en partijleider van de Labour Party zal indienen.

### 11 mei
- O le Ao o le Malo Malietoa Tanumafili II van Samoa overlijdt op 94-jarige leeftijd als oudste staatshoofd ter wereld.
- Voor het geplande Nationaal Historisch Museum zijn vijf steden in de running: Amsterdam, Arnhem, Den Haag, Utrecht en Nijmegen. In juni besluit minister Plasterk waar het museum zal worden gevestigd.

### 12 mei
- Dadullah, de belangrijkste militaire leider van de Taliban, komt bij gevechten met het Afghaanse leger om het leven, wat een zware tegenslag voor de Taliban betekent.
- Rusland sluit een belangrijk akkoord met Turkmenistan over een aan te leggen pijpleiding waarmee Turkmeens aardgas via Rusland naar de rest van Europa kan worden getransporteerd. De Europese Unie en de Verenigde Staten hadden een overeenkomst willen sluiten over een transport via Turkije maar grepen ernaast.
- De Servische zangeres Marija Šerifović wint het Eurovisiesongfestival 2007.
- In het Marsdiep tussen Den Helder en Texel zwemt een bultrug.

### 13 mei
- In Groningen worden drie verdachten aangehouden in verband met de Groninger hiv-zaak.
- De zeer nationalistische Servische politicus Tomislav Nikolić van de Servische Radicale Partij maakt na slechts een week in functie te zijn geweest zijn aftreden als parlementsvoorzitter bekend. Dit geeft hervormingsgezinde politieke partijen de mogelijkheid om een nieuwe Servische regering te vormen.

### 14 mei
- Vijf Belgen halen de finale van de Koningin Elisabethwedstrijd, die dit jaar voor piano wordt gehouden.
- Het in financiële problemen verkerende Amerikaanse autobedrijf Chrysler wordt voor het overgrote deel door een zeer grote Amerikaanse private-equityfirma overgenomen.

### 15 mei
- Vanaf deze datum mogen passagiers op de luchthaven Schiphol bij het passeren van de douane van een veiligheidsscan zonder fouillering gebruikmaken. Schiphol is het eerste vliegveld ter wereld dat dit systeem toepast.

### 16 mei
- FNV Bondgenoten klaagt erover dat werknemers in Nederland steeds vaker ook in de weekeinden en op feestdagen moeten werken, vooral diegenen die werkzaam zijn in tuincentra, bouwmarkten, woonboulevards, warenhuizen, kledingwinkels en supermarkten.
- Nicolas Sarkozy wordt beëdigd als de nieuwe president van Frankrijk en wordt daarmee de opvolger van Jacques Chirac (president van 1995 tot 2007).

### 17 mei
- De president van de Wereldbank Paul Wolfowitz stapt op 30 juni op. Twee dagen eerder verscheen een negatief rapport over zijn financiële bevoordeling van zijn bij deze bank werkende vriendin.
- Jawad al-Ali, een arts uit Irak, bezoekt de afgelopen dagen het Europees Parlement om steun te vragen voor de bestrijding van de opvallende toename van kankergevallen in Irak na bombardementen met bommen die verarmd uranium bevatten.
- De nieuwe Franse president Nicolas Sarkozy benoemt François Fillon tot premier van Frankrijk.

### 18 mei
- In Diergaarde Blijdorp ontsnapt gorilla Bokito tijdelijk uit zijn verblijf waarbij deze wild te keer gaat en een bezoekster vrij ernstig verwondt.
- In Frankrijk gaat het nieuwe centrum-rechtse kabinet-Fillon van start waarin onder andere Bernard Kouchner van de Franse Socialistische Partij (PS) zitting heeft. Omdat zijn deelname de PS niet zint, begint deze een procedure tegen hem om hem als partijlid te schrappen.

### 19 mei
- In de buurt van het Britse Land's End is met behulp van een onderwaterrobot in een scheepswrak uit de zeventiende eeuw een recordschat bestaande uit zilveren en gouden munten met een waarde van 370 miljoen euro aangetroffen.
- Jordanië kampt met een zodanig groot tekort aan water dat men slechts voor enkele uren per week water krijgt, voor meer water moet men bijbetalen.

### 20 mei
- In de Noord-Libanese stad Tripoli raakt het Libanese leger slaags met Fatah al-Islam, een islamitische en pro-Syrische Palestijnse groepering, waarbij 23 militairen en 19 strijders de dood vinden.
- Als reactie op beschietingen met raketten vanuit de Gazastrook bombardeert het Israëlische leger het huis van een Palestijns parlementslid van Hamas, waarbij negen personen om het leven komen.
- De rivaliserende Palestijnse groeperingen Hamas en Fatah sluiten een vijfde bestand nadat de afgelopen week door schermutselingen vijftig personen om het leven zijn gekomen.

### 21 mei
- Een archeologisch team van de Katholieke Universiteit Leuven maakt bekend dat het in de Egyptische plaats Dayr al-barsha het intacte graf van een zekere Henu uit 2050 v.Chr. heeft ontdekt.
- In Greenwich bij Londen is de theeklipper Cutty Sark uit 1869 uitgebrand. Er vonden restauratiewerkzaamheden aan het zeilschip plaats.

### 22 mei
- De relaties tussen het Verenigd Koninkrijk en Rusland bekoelen flink doordat laatstgenoemde Andrej Loegovoj, verdachte van de moord op de tot Brits staatsburger genaturaliseerde Russische dissident Aleksandr Litvinenko, niet wil uitleveren.
- Nadat er drie dagen lang zware gevechten in het in de Noord-Libanese havenstad Tripoli gelegen Palestijnse vluchtelingenkamp Nahr al-Bared hebben plaatsgevonden, zoekt een groot aantal Palestijnen tijdens het tussen het Libanese leger en de Palestijnse groepering Fatah al-Islam afgesloten staakt-het-vuren een veilig heenkomen in het verderop gelegen kamp Beddawi.

### 23 mei
- Net zoals een paar dagen eerder de gorilla Bokito deed, ontsnapt er nu voor enige tijd een orang-oetan in een dierentuin in Taiwan.
- Voor het eerste keer dit jaar geeft de KWF Kankerbestrijding een zonkrachtalarm af omdat de ultraviolette straling groter is dan zeven en men daardoor sneller kan verbranden en huidkanker kan opdoen. Ongeveer tienmaal per jaar wordt dit hoge niveau bereikt.
- De twee hoofdmoordenaars van de voormalige Servische premier Zoran Đinđić worden tot veertig jaar gevangenisstraf veroordeeld.
- Een bom ontploft in het winkelcentrum van Aley, een voornamelijk door Druzen bewoonde stad ten oosten van de Libanese hoofdstad Beiroet. Twee voorgaande bomaanslagen werden opgeëist door de met het Libanese leger in gevecht verwikkelde Palestijnse groepering Fatal al-Islam.

### 24 mei
- De Ierse parlementsverkiezingen zijn opnieuw door Fianna Fáil gewonnen, de partij van de zittende Taoiseach (premier) Bertie Ahern. Ze heeft echter geen meerderheid behaald.
- Aan de Nederlandse verhalenschrijver en dichter Maarten Biesheuvel (68) wordt de prestigieuze P.C. Hooft-prijs 2007 toegekend.
- Het Amerikaans Congres neemt een begrotingswet voor de financiering van de oorlogen in Irak en Afghanistan aan waarin geen voorwaarden over een terugtrekking van de Amerikaanse troepen zijn opgenomen, dit tot tevredenheid van de regering-Bush.
- Het Israëlische leger neemt op de Westelijke Jordaanoever 33 Palestijnse politici van Hamas in hechtenis, waaronder de minister van Onderwijs van de Palestijnse Autoriteit en de burgemeester van Nablus. Als reden geeft Israël op dat zij hiermee de door Palestijnse militanten vanuit de Gazastrook gepleegde aanvallen met Qassam-raketten wil stopzetten.

### 25 mei
- 25 mei - In België is het Rwanda-proces gaande waarin de Rwandese majoor Bernard Ntuyahaga zich onder meer moet verantwoorden voor de moord in 1994 op tien Belgische VN-soldaten. Diverse (oud-)politici worden als getuige opgeroepen, onder wie de huidige premier Guy Verhofstadt.
- Opnieuw bekent een oud-wielrenner doping te hebben gebruikt. Het gaat om de Deen Bjarne Riis, die in 1996 de Ronde van Frankrijk won. Andere (oud-)wielrenners deden eerder soortgelijke bekentenissen, zoals de dag hiervoor de Duitser Erik Zabel.

### 26 mei
- Door een brand in het VU medisch centrum te Amsterdam-Buitenveldert wordt een aantal operatiekamers zwaar beschadigd.
- Club Brugge behaalt zijn 10e Beker van België.

### 27 mei
- De recente politieke problemen in Oekraïne tussen de pro-Russische premier Viktor Janoekovytsj en de pro-Europese president Viktor Joesjtsjenko zijn opgelost. Ze zijn nieuwe parlementsverkiezingen op 30 september aanstaande overeengekomen.
- De ambassadeurs van de Verenigde Staten en Iran zitten voor het eerst in 25 jaar weer samen rond de tafel, om de situatie in Irak te bespreken.

### 28 mei
- Om het Amerikaanse verwijt dat het bezig is met het maken van een atoombom te ontzenuwen, wil Iran onder toezicht van het Internationaal Atoomenergie Agentschap zijn nucleaire kennis voor vredelievende toepassingen aan een zestal Perzische Golfstaten ter beschikking stellen.
- Van vijf menselijke genen is vastgesteld dat ze in combinatie iemands kans op borstkanker met 20 tot 25 procent kunnen verhogen. Dit nieuwe inzicht kan in de toekomst leiden tot vroegere ontdekking en betere bestrijding van de ziekte.
- Miss Universe verkiezing in Mexico-Stad, gewonnen door de 20-jarige Riyo Mori uit Japan.
- In Charleroi stapt de liberale partij MR uit het schepencollege, naar aanleiding van nieuwe berichten over fraude. De christendemocratische partij CDH beslist te blijven, om samen met de PS verder te besturen.

### 29 mei
- De Nederlander Dick Nicolaas krijgt in Indonesië in hoger beroep de doodstraf omdat hij volgens justitie het brein achter de grootste XTC-fabriek van Zuidoost-Azië is geweest.
- De op 1 juni door de Nederlandse omroep BNN uit te zenden De Grote Donorshow stuit op veel (inter)nationale kritiek, onder meer van de Europese Commissie. Hoewel mediaminister Ronald Plasterk het een onbehoorlijk televisieprogramma vindt, wil hij om censuur te voorkomen niet tot een uitzendverbod overgaan.
- In Nigeria wordt Umaru Yar'Adua beëdigd als president nadat hij in april de, vanwege onregelmatigheden omstreden, presidentsverkiezingen won.
- Verkiezingen voor de Nederlandse Eerste Kamer.

### 30 mei
- De CDC, de Amerikaanse ziektebestrijdingsdienst, is op zoek naar personen die contact hebben gehad met een man die een zeer dodelijke en resistente maar waarschijnlijk niet erg besmettelijke vorm van tuberculose onder zijn leden heeft en recent twee trans-Atlantische vluchten heeft gemaakt. Terug in Atlanta is hij in federale quarantaine genomen, als eerste geval sinds 1963.
- Het Thaise constitutionele hof besluit dat ex-premier Thaksin Shinawatra en 110 andere topfiguren van zijn politieke partij Thai Rak Thai omwille van verkiezingsfraude vijf jaar lang geen politieke ambten mogen uitoefenen.
- De Veiligheidsraad van de Verenigde Naties richt per resolutie 1757 een tribunaal op ter berechting van de daders achter de moordaanslag op de Libanese premier Rafik Hariri op 14 februari 2005. Behalve Hariri vonden daarbij ook 21 andere personen de dood.

### 31 mei
- De Kiesraad deelt de officiële uitslag van de Eerste Kamerverkiezingen van 29 mei mee. Coalitiepartijen CDA, PvdA en ChristenUnie krijgen tezamen 39 zetels en behouden hun meerderheid in de 75 leden tellende Eerste Kamer. Wikinieuws
- Mei was een recordmaand wat betreft natheid in Nederland: De Bilt noteerde 135 mm regen (normaal 57 mm). De meteorologische lente was de zachtste ooit, de gemiddelde temperatuur lag in De Bilt op 11,7 °C (normaal 8,9 °C) en er was meer zon dan gemiddeld; de neerslag was normaal maar erg ongelijkmatig verdeeld.
- De beslissing van het Rotterdamse gemeentebestuur om 27 in de buurt van scholen gelegen coffeeshops te sluiten, kan op veel bijval uit de Tweede Kamer rekenen.

<< · januari · februari · maart · april · mei · juni · juli · augustus · september · oktober · november · december · >>